# Даниел Бодо фон дер Шуленбург
Даниел Бодо фон дер Шуленбург (на немски: Daniel Bodo, Graf von der Schulenburg; * 21 декември 1662, Емден при Магдебург; † 15 декември 1732, Емден) е от 1715 г. граф от род „фон дер Шуленбург“ и кралски-полски и курсаксонски генерал-лейтенант. От 1720 г. е наследствен съдийски господар в Делиц на Зале, днес част от град Лютцен в Саксония-Анхалт.

## Произход и наследство
Той е вторият син на фрайхер Густав Адолф фон дер Шуленбург (1632 – 1691) и първата му съпруга Петронела Отилия фон Швенке (1637 – 1674), дъщеря на фон Швенке и фон Алтен. Брат е на Матиас Йохан фон дер Шуленбург (1661 – 1747), венециански фелдмаршал, от 1715 г. първият имперски граф фон дер Шуленбург, и на Мелузина фон дер Шуленбург (1667 – 1743), метреса на британския крал Джордж I (1660 – 1727).
Даниел Бодо фон дер Шуленбург умира неженен и бездетен на 69 години на 15 декември 1732 г. в Емден при Магдебург. Брат му Матиас Йохан фон дер Шуленбург наследява една пета от рицарското имение Делиц.